# Georg Bartisch

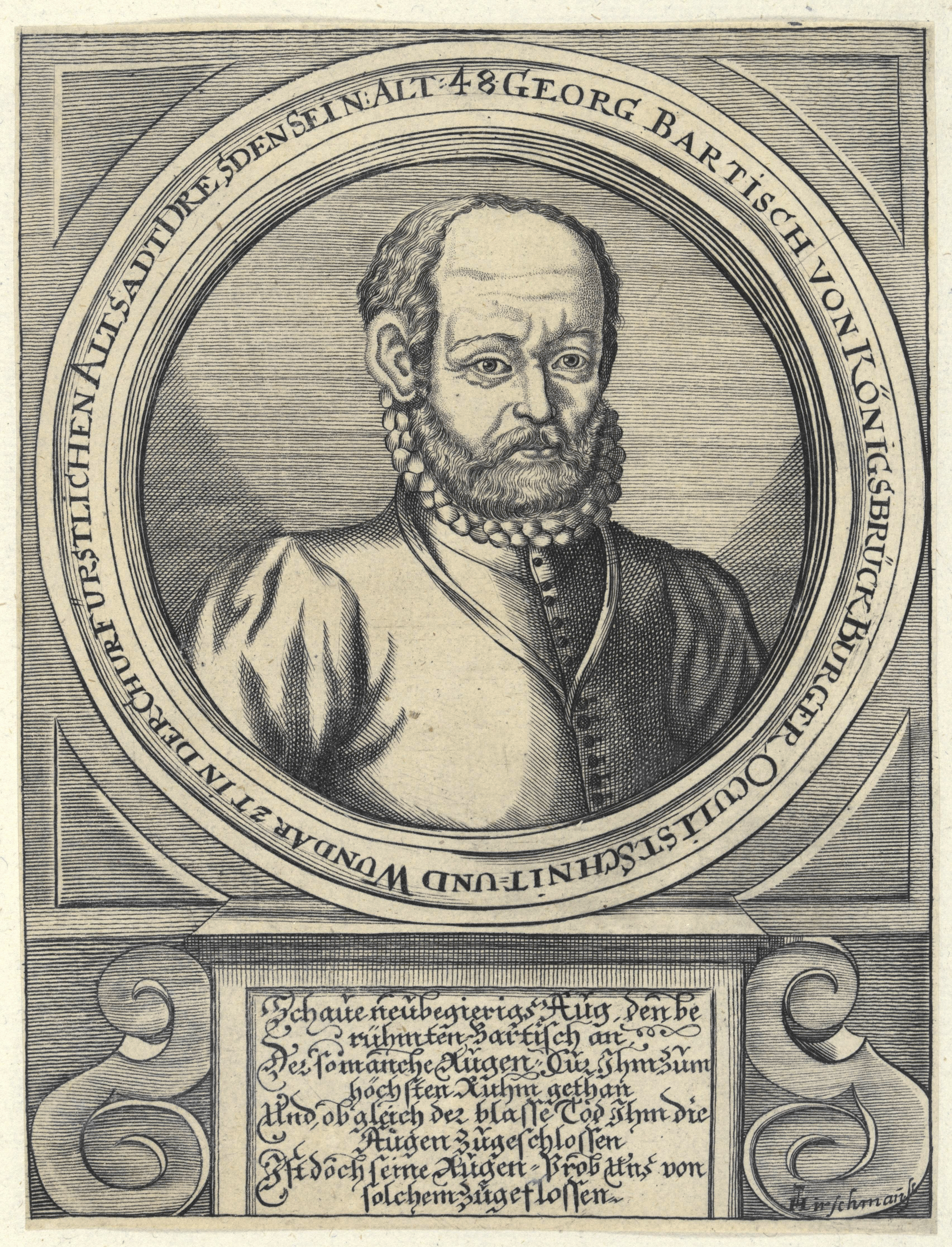
Georg Bartisch

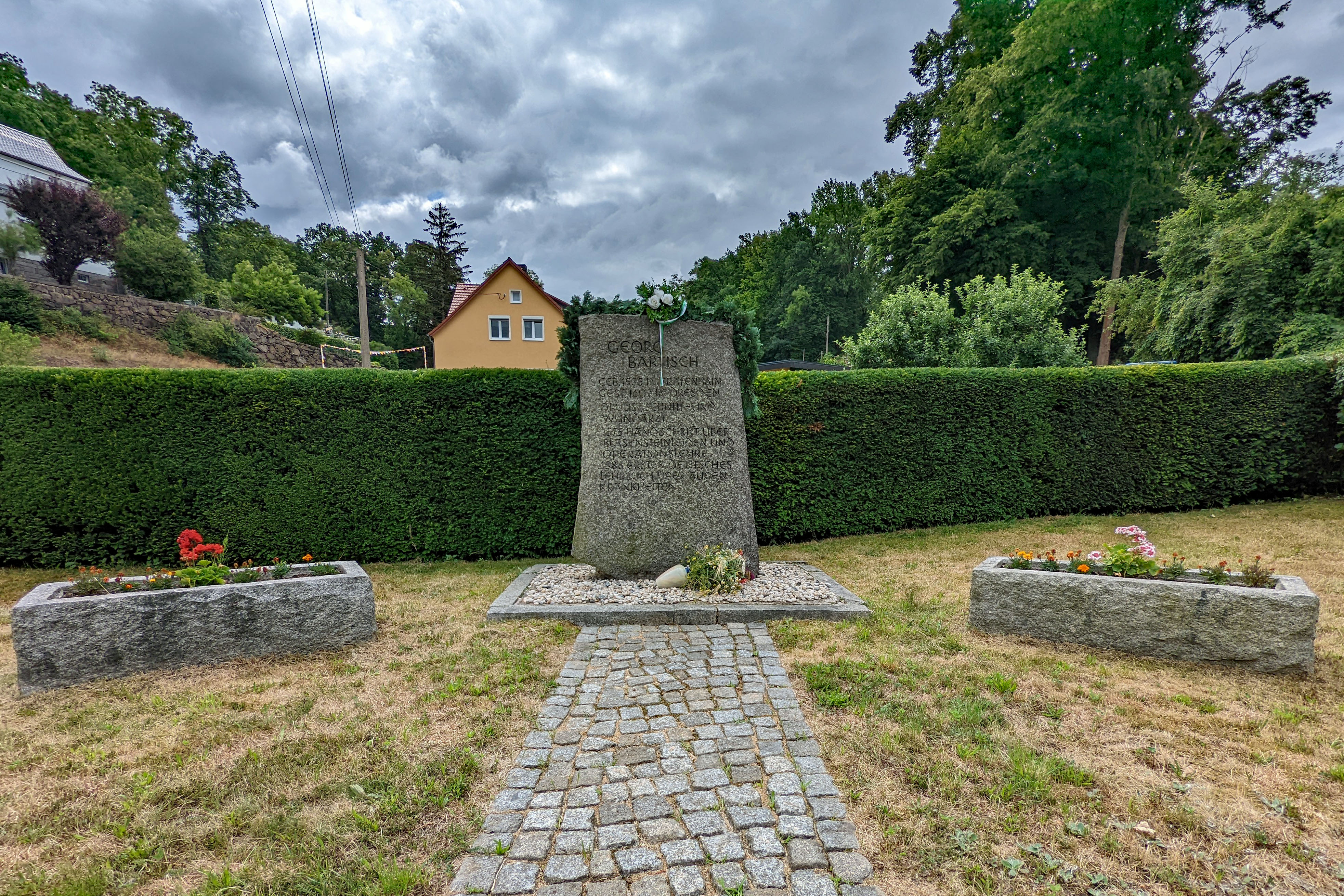
Bartisch-Gedenkstein in Gräfenhain

Georg Bartisch (* 1535 in Gräfenhain bei Königsbrück; † 1606 oder Januar 1607 in Dresden) war ein deutscher Wundarzt und Ophthalmologe. Zwischen 1568 und 1583 bereiste „Georg Bartisch von Koniges Burck“ (Georg Bartisch von Königsbrück) vor allem Sachsen, Schlesien und Böhmen, wo ihm über 107 erfolgreiche Behandlungen, für die er wie andere Wundärzte auch unter anderem mit Reklamezetteln geworben hatte, behördliche Zeugnisse ausgestellt wurden. Von Bartisch stammt ein umfangreiches Lehrbuch der Augenheilkunde (Augendienst) für Laien und Ärzte.

## Leben und Wirken
Er wurde in Gräfenhain im Kurfürstentum Sachsen in der Nähe von Dresden als Sohn des in Königsbrück tätigen Wundarztes gleichen Namens geboren. In armen Verhältnissen aufgewachsen, begann er im Alter von zwölf Jahren die Bader- und Wundarztlehre. Lehrzeugnisse belegen, dass Bartisch zwei Jahre bei Matthäus Fuchs in Wittenberg und ab 1563 bei A. Mayscheider in Schönwaldt bei Brünn in der Lehre war und sich ohne akademische Ausbildung zu einem bedeutenden Okulisten (bzw. „Starstecher“), Steinschneider (Schnittarzt) und Wundarzt entwickelte.
Als kurfürstlich-sächsischer Hofoculist schrieb der des Lateinischen nicht mächtige, aber wohl von einem theologisch und altsprachlich bzw. humanistisch bewanderten Mitverfasser unterstützte Bartisch 1583 in Dresden das Werk Ophthalmoduleia, das ist Augendienst – das erste umfangreiche deutschsprachige Lehrbuch der Augenheilkunde, welches erstmals die Augenheilkunde in deutscher Sprache und als selbstständiges Fach behandelt, und das er seinem Kurfürsten August von Sachsen widmete, für das er jedoch zunächst keinen Verleger fand und es auf eigene Kosten drucken ließ. In diesem Buch teilt er die Stare, deren operative Therapie nur einen der Schwerpunkte von Bartischs Handbuch der Augenheilkunde darstellt, nach ihrer Farbe in weiße, blaue, grüne, graue, gelbe und schwarze Stare ein.
Bartisch publizierte erstmals die operative Entfernung (Exstirpation oder Enukleation) eines Augapfels zur Behandlung einer schweren Form der Protrusio bulbi. Er hatte dazu eigene Instrumente entwickelt, welche später von Wilhelm Fabry (Fabricius Hildanus, Fabry von Hilden) noch verbessert wurden.
Mit seinen Abbildungen stellte der Augendienst von Bartisch erstmals die Augenheilkunde mit zum Text unlösbar verbundenem Bildmaterial als integrativen Bestandteil dar (Holzschnitte, von H.H. – vermutlich Hans Hewamaul, nach aquarellierten Zeichnungen aus der Hand von Bartisch).
Weniger bekannt ist Bartischs urologisches Werk. In einem von dem Berliner Urologen Otto Mankiewicz als „Kunstbuch“ ediertem, von dem Breslauer Augenarzt Hermann Cohn aufgefundenen Manuskript von 1575 sammelte er das gesamte damalige Wissen zur Behandlung des Blasensteins. Das ebenfalls mit Abbildungen ausgestattete Werk zeugt von Bartischs hohem fachlichen Verständnis und von seinen Fähigkeiten als Operateur. Er steht in einer Reihe mit Ambroise Paré (1510–1590), Pierre Franco, Jacques Guillemeau (1550–1613), Fabry von Hilden (1560–1634) und anderen namhaften zeitgenössischen Chirurgen.
Bartischs Handschrift über den Steinschnitt blieb weitgehend unbekannt, bis sie 1893 Cohn zufällig in Dresden entdeckte und durch Mankiewicz 1905 herausbringen ließ. Sie ist die älteste umfangreiche deutsche Quelle über den Steinschnitt. Aus der Schrift spricht Bartischs große Erfahrung, die er in 28 Jahren Arbeit als Steinschneider gewonnen hatte. Etwa 450 Patienten soll er erfolgreich am Blasenstein operiert haben.
Als Nachfolger Georg Bartischs wirkte sein Sohn Tobias.

## Veröffentlichungen
- Ophthalmodouleia.[18] Das ist Augendienst. Newer und wolgegründter Bericht von ursachen und erkenttnüs aller Gebrechen, Schäden und Mängel der Augen und des Gesichtes, wie man solchen anfenglich mit gebürlichen Mitteln begegnen, vorkommen und wehren, Auch wie man alle solche Gebresten künstlich durch Artzney, Instrument und Handgrieffe curiren, wircken und vertreiben sol. […]. Dresden (Matthes Stöckel) 1583 (1584 bei Sigmund Feyerabend in Frankfurt am Main herausgegeben) (Digitalisat); 2. Auflage, Georg Scheuer, Nürnberg 1686 (Digitalisat)
- Warhafftige, eigentliche vnd ausführliche Beschreibung der vielfeltigen Krafft, Tugend, Wirckung vnd Nutzbarkeit des edlen hochnutzlichen vnd furtrefflichen Confects oder Latwergen des grossen Theriacks Andromachi ... Dresden 1602 (Digitalisat)

## Editionen
Augendienst
- Augen-Dienst […]. Georg Scheurer, Sulzbach 1686 (Neuausgabe ohne die Testimonia und den 16., die Arzneimittelzubereitung enthaltenden, Teil).
- Ophthalmodouleiam. (Dresden 1583). Dawsons, London 1966. (Facsim-repr.)
- Ophtalmodouleia das ist Augendienst 1583. Faksimile-Druck. Medicina Rara, Stuttgart 1977.
- Richard Toellner: Georg Bartisch von Königsbrück, Augendienst. Nachdruck der ersten deutschsprachigen umfassenden Augenheilkunde aus dem Jahr 1583 mit Begleitheft Georg Bartisch (1535–1606). Bürger, Okulist, Schnitt- und Wundarzt zu Dresden und sein Werk „Ophthalmodouleia das ist Augendienst“. Edition »libri rari« Th. Schäfer, Hannover 1983, ISBN 3-88746-071-5.

Kunstbuch
- Otto Mankiewicz: Kunstbuch, „derinnen ist der gantze gründliche volkommene rechte gewisse bericht und erweisung unnd Lehr des Hartenn Beissenden Schmertzhafftigem Peinlichen Blasenn Steines. Verfasset unnd beschrieben Durch Georgium Bartisch vonn Koenigsbrück. Im Altenn Dreßden 1575“. Berlin 1904.